# دوبنه (سروستان)
دوبنه (شیراز)، روستایی از توابع بخش سروستان شهرستان شیراز در استان فارس ایران است.

## جمعیت
این روستا در دهستان مهارلو قرار دارد و براساس سرشماری مرکز آمار ایران در سال ۱۳۸۵، جمعیت آن ۱۲۰ نفر (۲۸خانوار) بوده‌است.